# Venirauto
Venirauto Industrias CA est une entreprise de construction automobile vénézuélienne fondée le 3 novembre 2006 à Maracay.

## Histoire
Le constructeur Venirauto a été fondé le 3 novembre 2006 à Maracay. Il est lié à Iran Khodro et à SAIPA. La production d'automobiles a commencé en 2007. Début 2012, 470 personnes étaient employées.

## Véhicules
En novembre 2016, la gamme se composait de deux modèles de voitures : Turpial et Centauro, ils ont été introduits en 2007[réf. nécessaire].

## Chiffres de production
En 2011, 3 773 voitures ont été construites. La construction de 8 000 véhicules étaient prévus en 2012. Le 20 juin 2015, le président de l'époque, Francisco Espinoza, a célébré l'achèvement de 20 000 véhicule.